# Guillaume de Puylaurens
Guillaume de Puylaurens, deutsch: Wilhelm von Puylaurens, okzitanisch: Guilhèm de Puèglaurenç, latein: Guillelmus de Podio Laurentii (* um 1200; † nach 1275) war ein französischer Chronist des 13. Jahrhunderts. Seine in Latein verfasste Chronik beschreibt die Geschichte des Albigenserkreuzzuges.
Guillaume stammte aus Toulouse, wo er auch an der dortigen Universität studierte und seinen Magister ablegte. Anschließend arbeitete er für die Bischöfe von Toulouse, Folquet de Marseille und Raymond du Fauga. Zwischenzeitlich war er Priester in der Gemeinde Puylaurens (Département Tarn), woher auch sein Name rührt. Später diente er dem Grafen Raimund VII. von Toulouse als Kaplan und war 1249 an dessen Totenbett. Anschließend arbeitete er bis zu seinem eigenen Tod für die Inquisition.

## Werk
Vermutlich um das Jahr 1250 begann Guillaume mit der Niederschrift seines in fünfzig Kapiteln gegliederten Werkes, der Chronica magistri Guillelmi de Podio Laurentii. Er begann sie mit einer Vorgeschichte zum Katharertum, die er im Jahr 1145 mit den Predigten des Bernard de Clairvaux in Verfeil aufnahm und mit Gebietsrestitutionen an den Grafen Roger Bernard III. von Foix im Jahr 1275 abschloss. Guillaume berichtete über den Albigenserkreuzzug aus einem großen zeitlichen Abstand, seine detaillierten Beschreibungen lassen jedoch darauf schließen, dass er Augenzeuge jener Ereignisse war oder zumindest über gut informierte Beobachter als Zeugen verfügte. Auch kannte er die zeitgenössischen Werke des Pierre des Vaux-de-Cernay (Historia Albigensis) und des Guilhem de Tudèla (Canso de la crozada), auf die er gelegentlich Bezug nahm.
Im Gegensatz zu Pierre des Vaux-de-Cernay verzichtete Guillaume auf eine tendenziöse und voreingenommene Darstellung und beschränkte sich auf eine reflektierte und nüchterne Wiedergabe der Geschehnisse. Wenn auch er den Kreuzzug als notwendig erachtete, sparte er Kritik an der bisweilen grausamen und von Habgier geprägten Kriegführung der Kreuzritter nicht aus.